# Dietmar Schlee

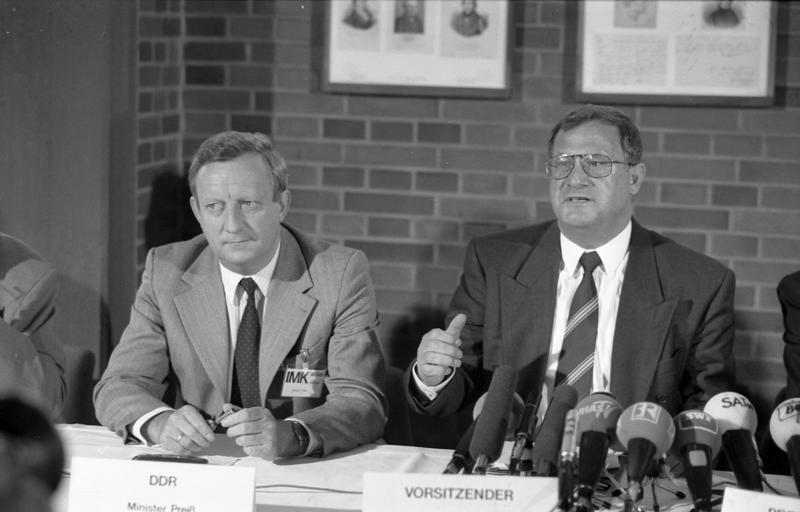
Dietmar Schlee (rechts), daneben der DDR-Minister Manfred Preiß (1990)

Dietmar Schlee (* 31. März 1938 in Mengen; † 3. August 2002 in Tübingen) war ein deutscher Politiker der CDU. Er war von 1975 bis 1980 Landrat des Landkreises Sigmaringen, von 1980 bis 1984 Sozialminister und von 1984 bis 1992 Innenminister des Landes Baden-Württemberg.

## Ausbildung und Beruf
Nach dem Abitur absolvierte Schlee ein Studium der Rechtswissenschaft an der Universität Tübingen und der Universität München, welches er 1965 mit dem ersten juristischen Staatsexamen beendete. Während seines Studiums wurde er Mitglied der katholischen Studentenverbindungen KDStV Tuiskonia München und AV Cheruskia Tübingen im CV. Nach dem Referendariat am Landgericht Hechingen folgte 1968 das zweite juristische Staatsexamen.  Danach war er als Rechtsanwalt in Sigmaringen tätig. Nach seiner politischen Karriere war Schlee von 1992 bis 1996 Partner der Unternehmensberatung Roland Berger & Partner International Management Consultants.
Dietmar Schlee war verheiratet und hatte zwei Kinder. Er war Vorsitzender des Vereins der Freunde der Erzabtei St. Martin e. V. sowie von 1993 bis 1995 Vorsitzender des Vereins der Freunde und Förderer der Fachhochschule Sigmaringen e. V.

## Partei
Schlee war von 1973 bis 1975 Generalsekretär der CDU Baden-Württemberg. Von 1973 bis 1977 war er stellvertretender Vorsitzender und von 1977 bis 1997 Vorsitzender der CDU Württemberg-Hohenzollern.

## Abgeordneter
Von 1972 bis 1994 gehörte er dem Landtag von Baden-Württemberg an. Nach seiner Wahl in den Deutschen Bundestag legte er sein Mandat nieder. Für ihn rückte Ernst Behringer in den Landtag nach.
Von 1994 bis zu seinem Tod war er Mitglied des Deutschen Bundestages. Schlee war stets direkt gewählter Abgeordneter des Bundestagswahlkreises Zollernalb – Sigmaringen. Zuletzt erreichte er bei der Bundestagswahl 1998 49,8 % der Erststimmen.
Für die Bundestagswahl 2002 war er wieder als Wahlkreiskandidat nominiert, starb aber anderthalb Monate vor der Wahl. Es musste eine Ersatzwahl angesetzt werden, die jedoch auf denselben Tag wie die Hauptwahl gelegt werden konnte.

## Öffentliche Ämter
Nach der Wahl vom 8. April 1975 wurde Dietmar Schlee am 23. Mai 1975 in das Amt des Landrates des Landkreises Sigmaringen eingeführt. Schlee bekleidete dieses Amt bis zum 3. Juni 1980, seiner Ernennung zum Minister für Arbeit, Gesundheit und Sozialordnung des Landes Baden-Württemberg. Nach seiner Berufung nach Stuttgart ging das Amt an seinen Nachfolger Jürgen Binder über.
Von 1980 bis 1984 gehörte Schlee als Minister für Arbeit, Gesundheit und Sozialordnung der von Ministerpräsident Lothar Späth geführten Landesregierung von Baden-Württemberg an. Nach der Landtagswahl 1984 wurde er zum Innenminister ernannt. Dieses Amt behielt er auch unter dem ab 1991 amtierenden Ministerpräsidenten Erwin Teufel. Nach der Landtagswahl 1992 schied er dann aus der Landesregierung aus.
Von 1997 bis 1998 war er Beauftragter der Bundesregierung für Flüchtlingsrückkehr und rückkehrbegleitenden Wiederaufbau in Bosnien und Herzegowina.

## Ehrungen
1978 wurde er mit dem Verdienstkreuz am Bande der Bundesrepublik Deutschland, am 6. Mai 1989 mit der Verdienstmedaille des Landes Baden-Württemberg ausgezeichnet. Am 7. Juni 1993 wurde er zum Ehrensenator der Fachhochschule Albstadt-Sigmaringen (heute Hochschule Albstadt-Sigmaringen) ernannt. Die Verleihung fand im Schloss Sigmaringen statt.